# Hydrillodes buruensis
Hydrillodes buruensis är en fjärilsart som beskrevs av Holland. Hydrillodes buruensis ingår i släktet Hydrillodes och familjen nattflyn. Inga underarter finns listade i Catalogue of Life.